# Caspar Anton van Lynden tot de Park

Familiewapen

Caspar Anton van Lynden tot de Park (Elst, 1707 - Den Haag, 1748) was heer van de Parck, lid van de ridderschap van Nijmegen en drost van de Heerlijkheid Bredevoort.

## Levensloop
Caspar werd geboren in Elst (De Parck) op 18 augustus 1707 als zoon van heer Diederick van Lynden, gouverneur van de prins van Oranje, en Heilwig van Linden. 
Op 31 maart 1731 weet Caspar een akte van survivance te krijgen voor het drostambt van Bredevoort. Dit betekende dat hij het recht kreeg om de toenmalige drost Christiaan Karel van Lintelo op te volgen. Op 21 januari 1737 volgde hij hem daadwerkelijk op als drost. 
In 1739 trouwde hij in Den Haag met Magdalena Elisabeth Rijksbarones van Boetzelaar, dochter van plaatsvervangend raadspensionaris Jacob Godefroy Rijksvrijheer van Boetzelaar en vrouwe Magdalena Elisabeth de Jonge.